# Tatiana Zatulovskaya
Tatiana Zatulovskaya (en hebreo: טטיאנה זטולובסקיה‎; en ruso: Татьяна Яковлевна Затуловская Tatiana Yakovlevna Zatulovskaya; 8 de diciembre de 1935 - 2 de julio de 2017) fue una jugadora de ajedrez israelí (anteriormente soviética y rusa). Fue tres veces campeona soviética femenina y dos veces campeona mundial femenina. Fue galardonada con los títulos Woman International Master (WIM) en 1961 y Woman Grandmaster (WGM) en 1976 por la FIDE. Su apellido también se puede escribir como Zatulovskaia o Zatulovskaja . 
Zatulovskaya ganó el Campeonato de ajedrez soviético femenino en 1960, 1962 y 1963. Representó a la URSS en la Olimpiada de ajedrez femenino en 1963 y 1966, ganando la medalla de oro del equipo en ambas ocasiones. Ella ganó una medalla de plata individual en 1963 y un oro individual en 1966. En las décadas de 1960 y 1970, a menudo se clasificó para los torneos Interzonals y Candidatos para el Campeonato Mundial de Ajedrez Femenino. 
En 1993, ganó el Campeonato Mundial Seniors Femenino con un puntaje de 10 de 11 puntos (10 victorias, 0 derrotas y 2 empates). Ella repitió este éxito en 1997. En 2000, emigró a Israel, a la que representó en la Olimpiada de ajedrez femenino de 2002. Zatulovskaya murió el 2 de julio de 2017 a los 81 años. En su vida, también fue ingeniera geológica y una buena gimnasta.